# Mastrus molestae
Mastrus molestae là một loài tò vò trong họ Ichneumonidae.